# Aljaksandra Ramanouskaja
Aljaksandra Alehauna Ramanouskaja (belarussisch Аляксандра Алегаўна Раманоўская; * 22. August 1996) ist eine ehemalige belarussische Freestyle-Skierin. Sie startete in der Disziplin Aerials. Ihr größter Erfolg war der Weltmeistertitel 2019.

## Biografie
Ramanouskaja startete erstmals zu Beginn der Saison 2010/11 in Ruka im Europacup. Im weiteren Saisonverlauf holte sie zwei Siege und errang zwei dritte Plätze, womit sie die Aerials-Disziplinenwertung des Europacups für sich entschied. In der folgenden Saison gewann sie erneut mit zwei Siegen, zwei zweiten  und einen dritten Platz die Europacup-Aerialswertung. Am 25. Februar 2012 debütierte sie in Minsk im Weltcup und belegte dabei den neunten Platz. Nach Platz 3 beim Europacup in Ruka zu Beginn der Saison 2014/15 kam sie bei vier Weltcupteilnahmen dreimal unter die ersten Zehn. Dabei gelang ihr am 30. Januar 2015 in Lake Placid der erste Weltcupsieg. Bei den Weltmeisterschaften 2015 am Kreischberg errang sie den 11. Platz. Zum Saisonende belegte sie den 9. Platz im Aerials-Weltcup sowie den zweiten Platz in der Aerials-Wertung des Europacups. Bei den Juniorenweltmeisterschaften 2015 in Chiesa in Valmalenco gewann sie die Goldmedaille.
In der Saison 2015/16 errang Ramanouskaja bei sechs Weltcupteilnahmen vier Top-10-Platzierungen, darunter Platz 3 in Minsk. Damit erreichte sie wie im Vorjahr den neunten Platz im Aerials-Weltcup. Bei den Juniorenweltmeisterschaften 2016 in Minsk gewann sie zum zweiten Mal in Folge die Goldmedaille. Im März 2016 belegte sie beim Europacup in Airolo die Plätze 3 und 1, was für den 5. Platz in der Aerialswertung reichte. In der Weltcupsaison 2016/17 errang sie mit fünf Top-10-Platzierungen den 11. Platz im Aerials-Weltcup. Bei den Weltmeisterschaften 2017 in der Sierra Nevada sprang sie auf den 19. Platz. In der Weltcupsaison 2017/18 war ein achter Platz ihr bestes Ergebnis, bei den Olympischen Winterspielen 2018 erreichte sie Platz 14.
Bei der Weltmeisterschaft 2019 in Park City gewann Ramanouskaja die Goldmedaille. Diesen Erfolg bestätigte sie eine Woche später mit ihrem zweiten Weltcupsieg in Moskau. Anfang März 2019 holte sie bei der Winter-Universiade in Krasnojarsk die Goldmedaille. In der Saison 2019/20 errang sie in Shimao Lotus Mountain zweimal den zweiten Platz und holte im Deer Valley Resort ihren dritten Weltcupsieg. Sie belegte damit den dritten Platz im Aerials-Weltcup.

### 2020
Aljaksandra Ramanouskaja gehört zu den Sportlern, die sich aktiv für Demokratie einsetzen. So beteiligte sie sich an den Appellen des Freien Sportlerverbandes von Belarus, der sich den Ergebnissen der Präsidentschaftswahlen und der Gewalt der Sicherheitskräfte widersetzt. Am 6. Oktober 2020 wurde der Cheftrainer der Nationalmannschaft Mikalaj Kazeka bei einem Freestyle-Treffen darüber informiert, dass die Weltmeisterin „wegen Fehlzeiten entlassen“ worden war.
Im November 2020 versteigerte Ramanouskaja die Goldmedaille der Winter-Universiade 2019 in für 900 USD und verkaufte sie am Ende der Auktion für 15.000 USD. Das Geld für die Medaille spendete sie für den belarussischen Sport-Solidaritätsfonds, um Sportler zu unterstützen, die unter dem Lukaschenka-Regime litten.

## Erfolge

### Olympische Spiele
- Pyeongchang 2018: 14. Aerials

### Weltmeisterschaften
- Kreischberg 2015: 11. Aerials
- Sierra Nevada 2017: 19. Aerials
- Park City 2019: 1. Aerials Einzel, 4. Aerials Team

### Weltcupwertungen
| Saison  | Gesamt | Gesamt | Aerials | Aerials |
| Saison  | Platz  | Punkte | Platz   | Punkte  |
| ------- | ------ | ------ | ------- | ------- |
| 2011/12 | 137.   | 3      | 24.     | 29      |
| 2012/13 | 186.   | 2      | 31.     | 16      |
| 2013/14 | 179.   | 3      | 32.     | 16      |
| 2014/15 | 33.    | 28     | 9.      | 198     |
| 2015/16 | 34.    | 34,33  | 9.      | 206     |
| 2016/17 | 42.    | 29,29  | 11.     | 205     |
| 2017/18 | 25.    | 35,17  | 4.      | 211     |
| 2018/19 | 46.    | 25,60  | 9.      | 128     |
| 2019/20 | 23.    | 37,14  | 3.      | 260     |

### Weltcupsiege
Ramanouskaja erreichte im Weltcup sieben Podestplätze, davon drei Siege:
| Datum            | Ort         | Land     |
| ---------------- | ----------- | -------- |
| 30. Januar 2015  | Lake Placid | USA      |
| 16. Februar 2019 | Moskau      | Russland |
| 7. Februar 2020  | Deer Valley | USA      |

### Europacup
- Saison 2010/11: 1. Aerials-Disziplinenwertung
- Saison 2011/12: 1. Aerials-Disziplinenwertung
- Saison 2014/15: 2. Aerials-Disziplinenwertung
- 15 Podestplätze, davon 6 Siege

### Juniorenweltmeisterschaften
- Chiesa in Valmalenco 2012: 6. Aerials
- Chiesa in Valmalenco 2015: 1. Aerials
- Minsk 2016: 1. Aerials

### Universiade
- Krasnorjarsk 2019: 1. Aerials